# Sehfeldzahl

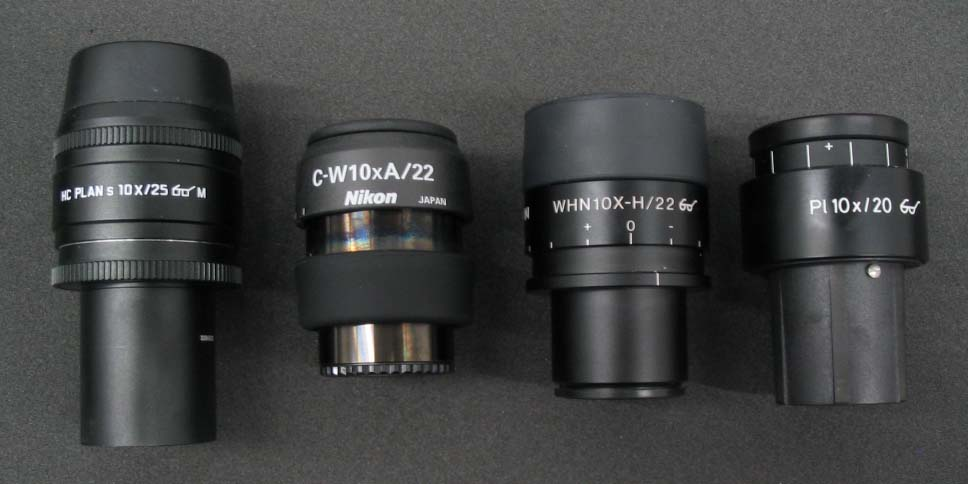
Hochwertige Okulare für Mikroskope von Leica, Nikon, Olympus und Zeiss. Neben der Vergrößerung (10× bei allen) ist auch die Sehfeldzahl angegeben (25, 22 oder 20).

Die Sehfeldzahl gibt für Okulare in der Lichtmikroskopie den Durchmesser des Objektfeldes multipliziert mit der Vergrößerung des verwendeten Objektivs in mm an. Sie ist bei besseren Okularen häufig neben der Angabe der Vergrößerung eingraviert. Für Okulare, bei denen ein reelles Bild vor der ersten Linse entsteht, z. B. bei Plößl-Okularen, findet sich dort die Feldblende mit diesem Durchmesser.
Beispielsweise ergibt sich bei einer Sehfeldzahl von 20 mm und einem 40fach-vergrößernden Objektiv ein Objektfeld-Durchmesser von 0,5 mm und eine Fläche von 0,196 mm2 (gemäß Formel für die Kreisfläche a=πr2). Sollten im Strahlengang Zwischenvergrößerungen (z. B. durch eine 1,5-fach Linse) stattfinden, muss die Rechnung entsprechend angepasst werden.
Bis auf Verzeichnungseffekte am Rande des Bildfeldes ist die halbe Sehfeldzahl geteilt durch die Okularbrennweite gleich dem Tangens des halben Bildfeldwinkels. Bei Wechselokularen für Fernrohre wird statt der Sehfeldzahl üblicherweise der Bildfeldwinkel angegeben, da dort die Winkelvergrößerung und nicht die Objektivvergrößerung betrachtet wird.
In der histologischen Diagnostik ist die Sehfeldzahl des verwendeten Mikroskops von Bedeutung, da für die Graduierung mancher maligner Tumoren Grenzwerte für die Anzahl von Kernteilungsfiguren pro Hauptgesichtsfeld (HPF, entsprechend der 40fachen Objektivvergrößerung) festgelegt sind. Da bei größeren oder kleineren HPF mehr oder weniger Kernteilungsfiguren zu erwarten sind, werden die Grenzwerte an die Größe der HPF und damit an die Sehfeldzahl angepasst. Um die gebräuchliche Angabe von Kernteilungsfiguren pro zehn HPF umzurechnen in Kernteilungsfiguren pro Quadratmillimeter, wie sie in der Diagnostik des malignen Melanoms gefordert wird, ist die Anzahl pro zehn HPF zu teilen durch 1,96 (bei Sehfeldzahl 20) bzw. 2,38 (bei Sehfeldzahl 22) oder durch 3,07 (bei Sehfeldzahl 25).